# Чарльз Керстен
Чарльз Джозеф Керстен (Charles Joseph Kersten; 26 травня 1902 — 31 жовтня 1972) — республіканець, антикомуніст, представник Вісконсину в конгресі США в 1947-49 і 1951 — 55 рр.

Увагу до історії України почав звертати після вбивства С. Петлюри. Керстену належать слова:

«Московські методи нищення українців такі немилосердні, що їх в історії тиранії ніде знайти не можна.»